# Chiesa della Madonna di Bonaria (Oliena)
La chiesa della Madonna di Bonaria è un edificio religioso situato ad Oliena, centro abitato della Sardegna centrale. Consacrata al culto cattolico, fa parte della parrocchia di San Ignazio di Loyola, diocesi di Nuoro.

## Storia e descrizione
Risalente al XVI secolo, la chiesa si trova su un colle a sud-est del paese, dal quale si può ammirare un suggestivo panorama di Oliena e della vallata verso i monti di Nuoro. Qui avevano sede i Padri Mercedari. La facciata è semplice, sormontata da un campanile a vela che termina con un piccolo arco. I contrafforti compaiono solo sul lato sinistro. L'ingresso è sopraelevato e vi si accede tramite quattro gradini. La navata è divisa in due campate che sono poste su livelli diversi e separate da due gradini, così come il presbiterio, separato dalla navata da quattro gradini obliqui. 

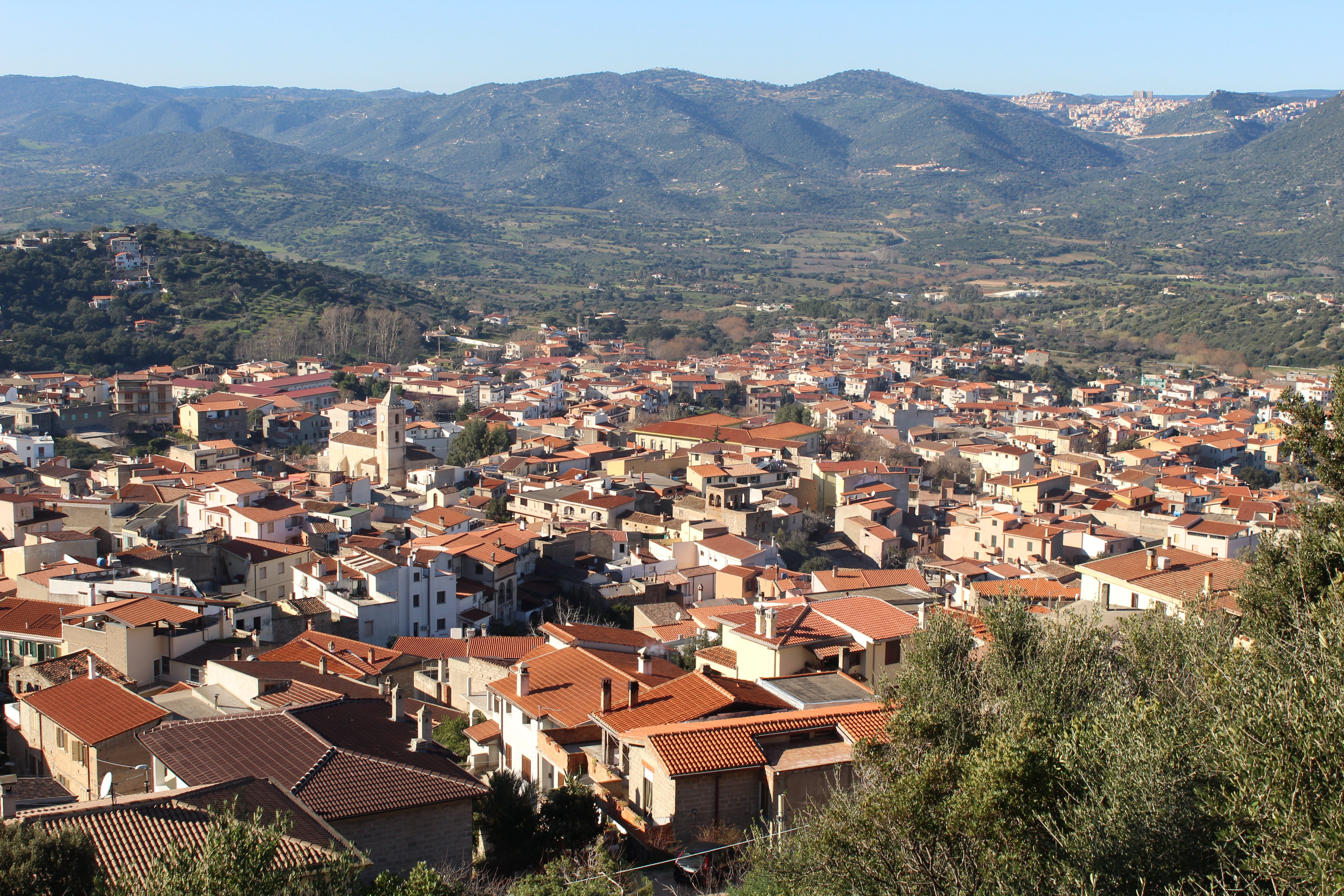
Panorama dal Belvedere di Bonaria